# Некрасово (Нестеровский район)
Некрасово (до 1938 — Гросс-Зоденен (нем. Groß Sodehnen), до 1946 — Гренцен (нем. Grenzen)) — посёлок в Нестеровском муниципальном округе Калининградской области.

## География
Находится в юго-восточной части Калининградской области, в зоне хвойно-широколиственных лесов, к востоку от автодороги 27А-059, на расстоянии примерно 9 километров (по прямой) к юго-востоку от города Нестерова, административного центра района. Абсолютная высота — 89 метров над уровнем моря.

### Часовой пояс
Посёлок Некрасово как и вся Калининградская область, находится в часовой зоне МСК−1. Смещение применяемого времени относительно UTC составляет +2:00.

## История
До 1938 года носил название Гросс-Зоденен (нем. Groß Sodehnen). В период с 1938 по 1947 годы назывался Гренцен (нем. Grenzen). В период с 2008 по 2018 годы Некрасово входило в состав Пригородного сельского поселения Нестеровского района, с 2018 по 2022 годы — в состав Нестеровского городского округа.

## Население
| 1910 | 1933 | 1939 | 2002 | 2010 |
| ---- | ---- | ---- | ---- | ---- |
| 118  | ↘102 | ↗106 | ↘36  | ↘13  |

### Национальный состав
Согласно результатам переписи 2002 года, в национальной структуре населения русские составляли 80 %.